# Regent Airways
Regent Airways (en bengalí: রিজেন্ট এয়ারওয়েজ) es un aerolínea bangladesí con sede en Daca. Es propiedad de HG Aviation Ltd, una subsidiaria de Habib Group. Su base principal es el aeropuerto Internacional Zia. Fue fundada en 2010 y comenzó sus operaciones el 10 de noviembre del mismo año.
En julio de 2013 expandió su flota con dos aviones Boeing 737-700 bajo contrato de arrendamiento de seis años con ILFC, e inició vuelos internacionales.

## Destinos
Regent Airways opera actualmente 4 destinos internacionales, además de varias rutas nacionales. En 2013 inició vuelos internacionales —Kuala Lumpur en julio, Bangkok y Chittagong-Calcuta en octubre, vuelos Daca-Calcuta en noviembre, y Singapur en diciembre. La empresa puso en marcha vuelos a Bangkok directamente desde Chittagong el 27 de abril de 2014. Se planea iniciar vuelos a Katmandú, Hong Kong, Cantón, Doha y Mascate en un futuro próximo. Regent Airways sirve a los siguientes destinos (a partir de agosto de 2014):

## Flota

### Flota Actual

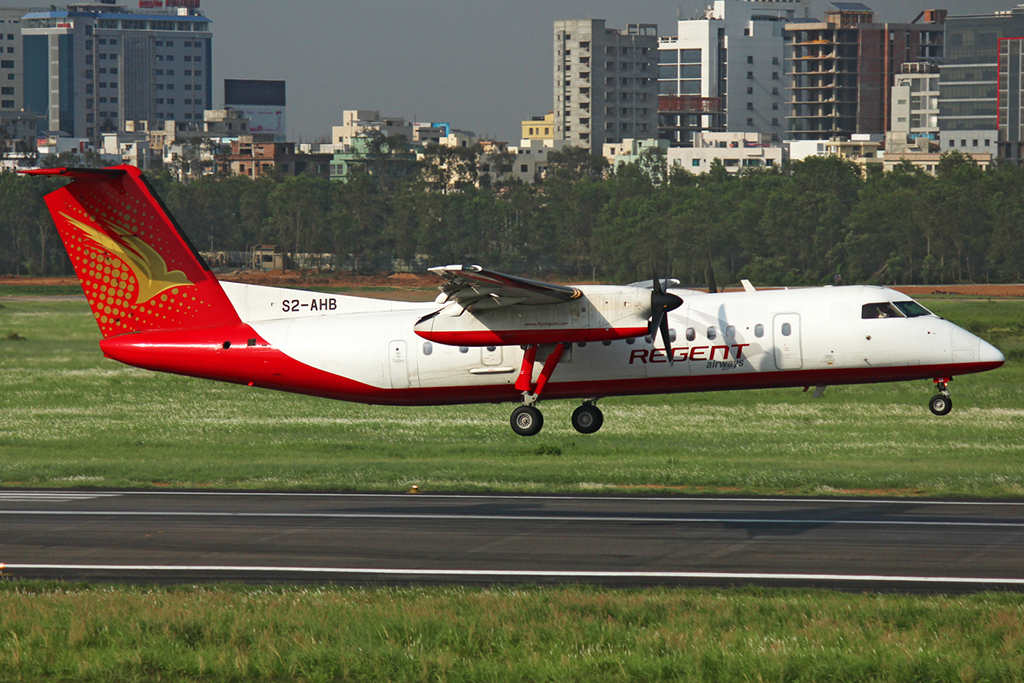
Bombardier Dash-8-Q300 aterrizando en el Aeropuerto Internacional Zia.

A partir de agosto de 2022, Regent Airways no opera ningún avión propio.